# Cuscomys
Genre
Le genre Cuscomys comprend des petits rongeurs de la famille des Abrocomidae.
Ce genre a été décrit pour la première fois en 1999 par la mammalogiste uruguayenne Louise H. Emmons. En 2012, une expédition scientifique a confirmé la présence de Cuscomys oblativa encore vivants dans les forêts qui entourent le Machu Picchu.

## Liste d'espèces
Selon Mammal Species of the World (version 3, 2005)  (27 sept. 2012) et ITIS (27 sept. 2012) :
- Cuscomys ashaninka Emmons, 1999
- Cuscomys oblativa (Eaton, 1916)